# Eröffnungsfeier der Olympischen Sommerspiele 2012

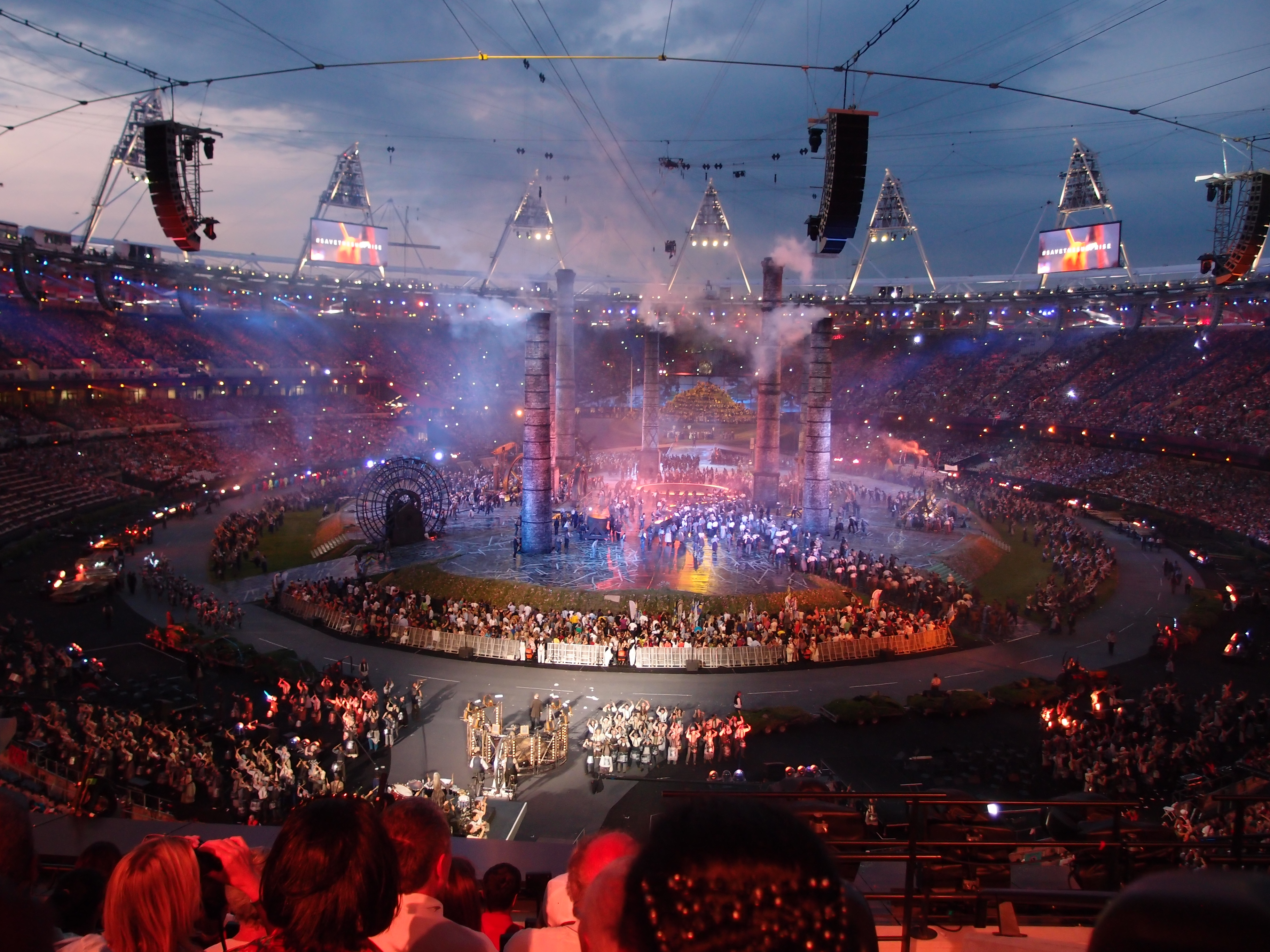
Ausschnitt aus dem ersten Teil der Eröffnungsfeier

Die Eröffnungsfeier der Olympischen Sommerspiele 2012 in London fand am 27. Juli 2012 im Olympiastadion statt. Sie trug den Titel The Isles of Wonder („Die Inseln der Wunder“), inspiriert durch das Theaterstück The Tempest (Der Sturm) von William Shakespeare. Hauptelemente der fast vierstündigen Show waren die Entwicklung vom traditionellen Landleben über die industrielle Revolution bis zum heutigen Alltag sowie die Vorstellung Großbritanniens als Kulturnation. Königin Elisabeth II. nahm die offizielle Eröffnung vor, sieben Nachwuchsathleten entzündeten die olympische Flamme.
Künstlerischer Leiter war der Filmregisseur Danny Boyle, Produzent der Filmregisseur Stephen Daldry, der auch die künstlerische Gesamtleitung aller Zeremonien ausübte. Die musikalische Leitung hatte Rick Smith für die Elektronik-Band Underworld inne. Mark Fisher war Hauptgestalter der Bühne und der Lichteffekte. Das Drehbuch zur Show schrieb Frank Cottrell Boyce.

## Vorbereitungen
Boyle hatte eingeräumt, dass der Umfang, die Extravaganz und die Kosten der Eröffnungsfeier der Olympischen Sommerspiele 2008 in Peking nicht zu übertreffen seien: „Größer als Peking kann man es nicht machen.“ Das Budget der Eröffnungsfeier betrug 27 Millionen Pfund (34 Millionen Euro), verglichen mit 65 Millionen Pfund (83 Millionen Euro) in Peking. 15.000 Freiwillige stellten sich als Darsteller zur Verfügung und opferten mehrere hundert Stunden für die Proben. Im Januar 2012 gab Boyle das Motto der Eröffnungsfeier bekannt: The Isles of Wonder (Inseln der Wunder), inspiriert von William Shakespeares Theaterstück The Tempest (Der Sturm). Eine Hauptquelle für die Feier war das Buch Pandaemonium des Filmemachers Humphrey Jennings, das verschiedene Zeitzeugenberichte aus der Zeit der industriellen Revolution des 18. und 19. Jahrhunderts enthält. Der Schauspieler Mark Rylance sollte eine zentrale Rolle in der Eröffnungsfeier übernehmen, musste aber Anfang Juni aus familiären Gründen absagen und wurde durch Kenneth Branagh ersetzt. Drei Wochen vor der Show ließ Boyle weitere Details durchsickern, darunter den Einsatz von zwölf Pferden, zehn Hühnern und 40 Schafen. Nach Protesten der Tierschutzorganisation PETA versicherte Boyle, dass den Tieren kein Leid zugefügt werde.

## Ablauf

### Prolog und Countdown
In die Eröffnungsfeier eingebettet war ein Open-air-Konzert im Hyde Park. Vor Beginn der Feier, die dort auf Großleinwände übertragen wurde, traten Paolo Nutini und Duran Duran auf. Während des Einmarschs der Athleten ins Stadion, vor dem Entzünden der Flamme, spielten Stereophonics und Snow Patrol. Um exakt 20:12 Uhr Ortszeit flog die Kunstflugstaffel Red Arrows über das Olympiastadion und den Hyde Park.
Zu Beginn der Eröffnungsfeier um 21:00 Uhr Ortszeit wurde der von Danny Boyle und der BBC produzierte Einspielfilm Green and Pleasant Land gezeigt. Dieser folgte der Themse von ihrer Quelle in Gloucestershire bis nach London und fand schließlich aus Sicht des Londoner Verkehrs den Weg ins Stadion; dabei wurden Ausschnitte aus dem britischen Alltag und dem Landleben gezeigt. Der Soundtrack umfasste Ausschnitte u. a. aus der South Bank Show von Andrew Lloyd Webber, der Titelmelodie von EastEnders, London Calling von The Clash und God Save the Queen von den Sex Pistols. Am Ende des Einspielfilmes waren Plakate aller Olympischen Spiele zu sehen (mit Ausnahme der Spiele 1900 in Paris, 1936 in Berlin, 1984 in Los Angeles und 1996 in Atlanta). Kindergruppen hielten mit 10 bis 1 beschriftete Ballons in die Höhe, die beim Countdown zerplatzten. Eröffnet wurde die Show durch das Läuten der größten harmonisch gestimmten Glocke der Welt. Bradley Wiggins, Sieger der Tour de France 2012, schlug die 27 Tonnen schwere, von der Whitechapel Bell Foundry gefertigte Glocke. In diese waren die Zeilen „Be not afeard, the isle is full of noises“ aus Shakespeares The Tempest eingraviert.

### Erster Teil der Vorführung

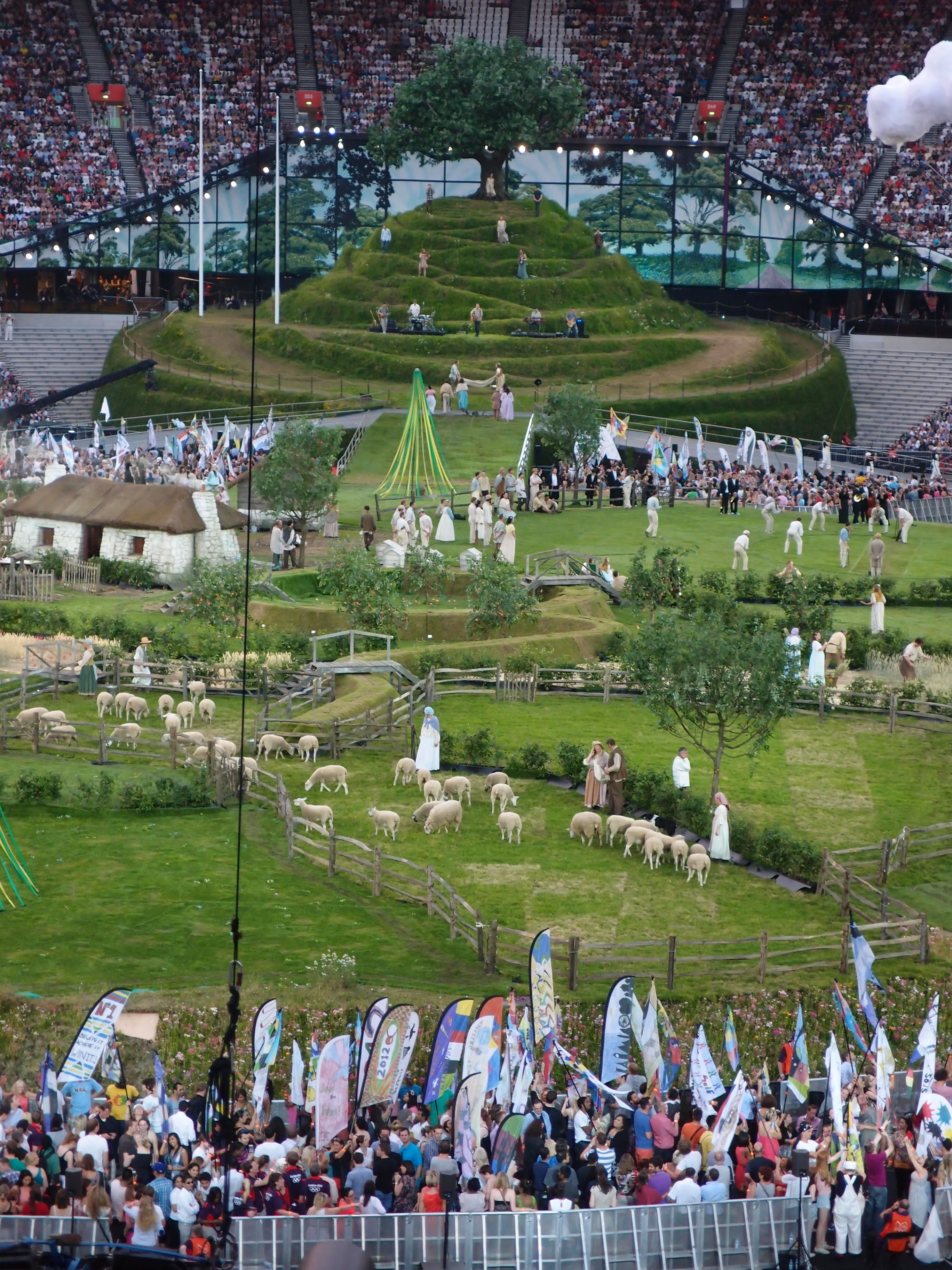
Darstellung des ländlichen Großbritanniens (Aufnahme während der Hauptprobe)

Thema des ersten Teils der Eröffnungsfeier war die wirtschaftliche und soziale Entwicklung Großbritanniens vom traditionellen Landleben über die industrielle Revolution bis zu den 1960er Jahren. Zu Beginn befand sich in der Mitte des Stadions ein Modell von Glastonbury Tor und ein Modell eines Dorfes, mit lebenden Tieren und Schauspielern, die Dorfbewohner darstellten. Es folgten Kinderchöre mit A-cappella-Darbietungen der inoffiziellen Hymnen der vier britischen Regionen: Im Stadion selbst Jerusalem (für England), danach vorproduzierte Einspielungen vom Giant’s Causeway (Danny Boy für Nordirland), vom Edinburgh Castle (Flower of Scotland für Schottland) und vom Strand von Rhossili (Bread of Heaven für Wales). Unterlegt waren die Einspielungen mit Rugby-Spielszenen.
Historische Pferdeomnibusse der London General Omnibus Company brachten 50 Männer in viktorianischer Kleidung ins Stadion. Aus einer der Kutschen entstieg Kenneth Branagh, der den Ingenieur Isambard Kingdom Brunel darstellte. Er und seine Begleiter begannen die idyllische Landschaft zu vermessen. Branagh stieg auf den künstlichen Hügel von Glastonbury Tor, der am Nordende des Stadions aufgebaut worden war. Dort trug er, unter einer künstlichen Eiche stehend, das Gedicht des Sklaven Caliban vor:
„Sei nicht furchtsam, die Insel ist voll von Geräuschen,
Tönen und anmutigen Melodien, was Freude bringt und nicht schmerzt.
Manchmal erklingen tausend klimpernde Instrumente.
Über meinem Haupte – und manchmal hör' ich Stimmen,
Die, wenn ich nach langem Schlaf erwachen würde,
Mich wieder schläfrig machten; dann deucht's mir im Traume.
Die Wolken täten sich auf und offenbarten Schätze,
Bereit, auf mich herab zu regnen, dass ich, wenn ich erwache,
Schrei' und weine, weil ich wieder träumen möchte.“

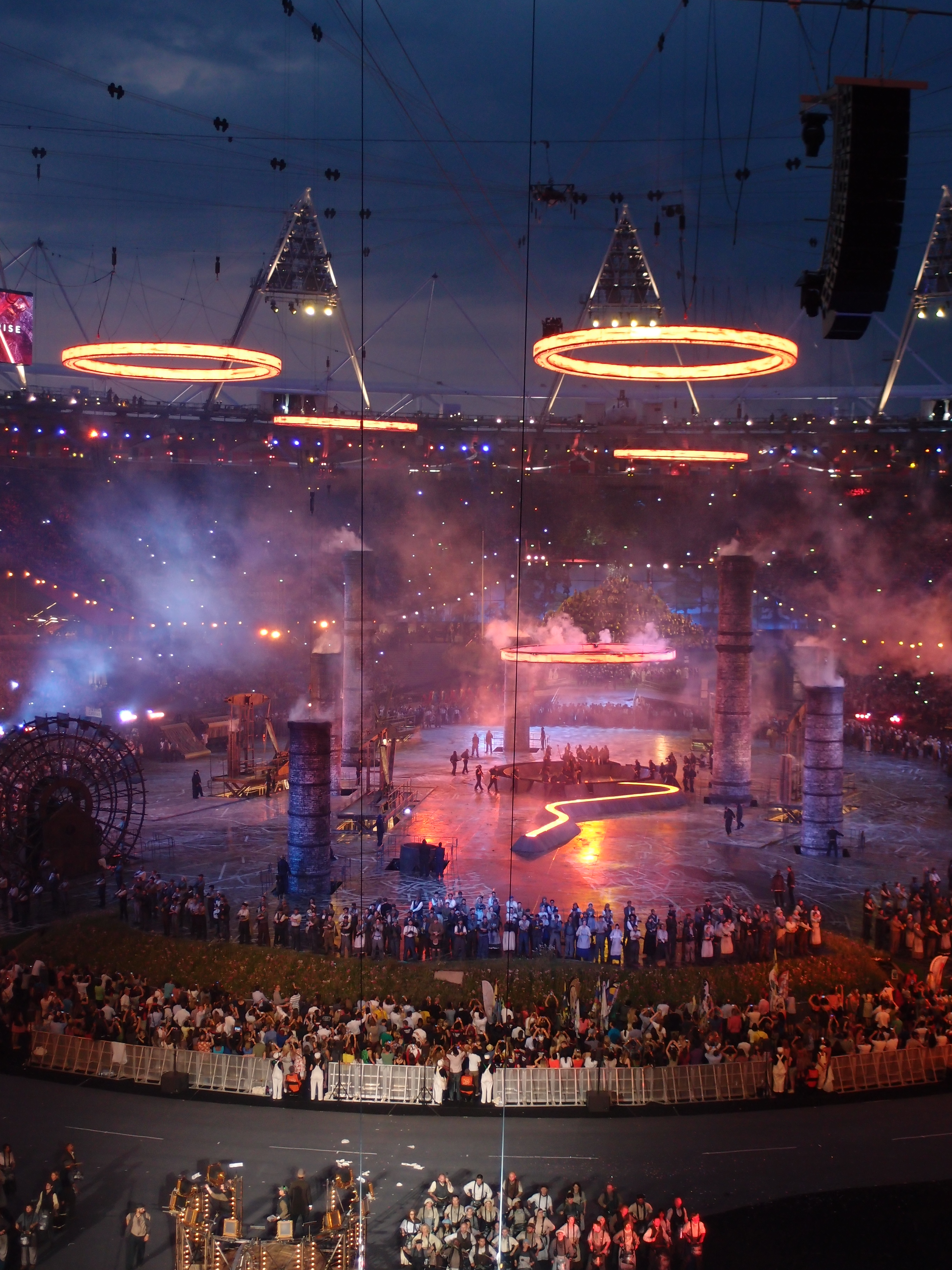
Darstellung der industriellen Revolution (Aufnahme während der Hauptprobe)

Als die Dorfbewohner begannen, das Gras, die Häuser und andere Requisiten wegzuräumen, erhob sich die Eiche in die Luft und unter ihr kamen dreckige, mit Kohle verschmierte Arbeiter aus dem Berg hervor. Damit wurde die Landflucht der bäuerlichen Bevölkerung in die entstehenden Industriestädte dargestellt. Gleichzeitig erhoben sich als Symbol der industriellen Revolution sieben Schornsteine, an denen Turmarbeiter hingen. Währenddessen schmiedeten Arbeiter an einem Gebilde, aus dem schließlich ein olympischer Ring entstand. Boyle bezeichnete diesen Abschnitt der Feier als „Pandemonium“, eine Anspielung auf die Hauptstadt der Hölle in John Miltons Gedicht Paradise Lost. Unter der Leitung der Perkussionistin Evelyn Glennie brachten tausend Trommler den Rhythmus der Veränderung zum Klingen.
Um die Härte und Unterdrückung dieser Zeit zu zeigen, tauchten lautstarke Demonstranten auf. Suffragetten und andere Gruppierungen trugen Transparente mit ihren Forderungen. Unterdessen trieben Fabrikbesitzer ihre Arbeiter an, die an Dampfmaschinen und Webstühlen arbeiteten. Während einer mit leiser Musik untermalten Schweigeminute, die an den Ersten Weltkrieg erinnerte, waren Soldaten und roter Mohn zu sehen. Das wieder anschwellende Schlagen der Trommeln symbolisierte den weiteren Fortschritt. Die ersten karibischen Einwanderer betraten das Stadion, gefolgt von Beatles-Darstellern in den Kostümen des Albumcovers von Sgt. Pepper’s Lonely Hearts Club Band. Zur Parade gehörten auch echte Chelsea Pensioners und Pearlies. Viele der Darsteller, darunter auch die viktorianischen Gentlemen, wiederholten unablässig die gleichen Bewegungen, symbolhaft für die sich wiederholenden Prozesse in der industriellen Fertigung. Vier olympische Ringe wurden in den Luftraum über dem Stadion geflogen, während der fünfte nach oben gezogen und in Position gebracht wurde. Die fünf vereinigten Ringe begannen zu brennen und es regnete Funken.

### Vorstellung der Königin und Nationalhymne
Weiter ging es mit Happy and Glorious, einem Kurzfilm von Danny Boyle mit dem britischen Geheimagenten James Bond (dargestellt vom aktuellen Bond-Schauspieler Daniel Craig). Eine Kindergruppe wurde durch den Buckingham Palace geführt und diese Kinder beobachteten aus einem Fenster, wie Bond das Gebäude betrat. Die Kinder trugen gelbe Basecaps mit der Nationalflagge Brasiliens, ein kleiner, versteckter Gruß an das nächste Gastgeberland der Olympischen Sommerspiele. Bond eskortierte Königin Elisabeth II., die sich selbst spielte, aus dem Gebäude heraus. Bei dieser Gelegenheit erklang der Einzug der Königin von Saba, ein Ausschnitt aus dem Oratorium Salomon von Händel. Gemeinsam bestiegen Bond und die Queen einen dort wartenden Hubschrauber, der sie quer über London hinweg ins Stadion flog. Menschenmassen und die animierte Statue Winston Churchills vor dem Palace of Westminster winkten dem Hubschrauber zu, der unter anderem durch die Tower Bridge hindurchflog. Am Ende des Films schien es, als würden Bond und die Königin zu den Klängen des James Bond Themas mit Fallschirmen aus dem Hubschrauber springen. Sämtliche Szenen beim und im Hubschrauber wurden von den Doubles Gary Connery und Julia McKenzie gespielt. Im Anschluss an diesen Einspielfilm betraten die Königin, Prinz Philip und IOC-Präsident Jacques Rogge die Ehrentribüne. Angehörige der britischen Streitkräfte trugen den Union Jack ins Stadion. Beim Hissen der Flagge sang der Kaos Signing Choir, der aus gehörlosen und hörenden Kindern besteht, a cappella die Nationalhymne God Save the Queen (erste und dritte Strophe) und präsentierte diese auch in BSL (britische Gebärdensprache).

### Zweiter Teil der Vorführung
Der zweite Teil stellte Großbritannien als Sozialstaat und Kulturnation vor und verband diese beiden Elemente. Krankenschwestern des National Health Service betraten das Stadion, mit Kindern in Krankenhausbetten (einige der Betten waren zu Trampolinen umgebaut worden). Zu den Darstellern gehörte auch Personal des Londoner Kinderkrankenhauses Great Ormond Street Hospital (GOSH). 1929 hatte J. M. Barrie diesem Krankenhaus sämtliche Rechte des Kinderbuches Peter Pan abgetreten. Die Bettlaken waren beleuchtet und wurden zu einem schmunzelnden Gesicht (dem Logo des Krankenhauses) und der Abkürzung GOSH zusammengesetzt. Neun Langzeitpatienten des GOSH und ihre Eltern standen auf dem Glastonbury Tor und wurden von der Stadionsprecherin begrüßt.
Nach einer Tanzsequenz brachten die Krankenschwestern die Kinder zu Bett und lasen ihnen Gutenachtgeschichten vor. In einem kurzen Einspielfilm war ein Mädchen zu sehen, das mit einer Taschenlampe heimlich unter der Bettdecke liest. Auf dem künstlichen Hügel las die Schriftstellerin Joanne K. Rowling einige Zeilen aus Peter Pan vor. Plötzlich erschienen überall im Stadion bekannte Bösewichte der britischen Kinderbuchliteratur als aufblasbare Figuren: die Herzkönigin aus Alice im Wunderland, Peter Pans Gegenspieler Captain Hook, Cruella de Vil aus Hundertundein Dalmatiner und Lord Voldemort aus der Buchreihe Harry Potter. Zusätzlich erschien der Kinderfänger aus Tschitti Tschitti Bäng Bäng. Die Krankenschwestern konnten wegen eines unsichtbaren Zaubers nicht eingreifen und waren wie in Trance, bis schließlich 32 Mary-Poppins-Darstellerinnen mit leuchtenden Schirmen ins Stadion einschwebten und die bösen Gestalten vertrieben. Mike Oldfield und eine Begleitband untermalten das gesamte Segment mit neu arrangierten Ausschnitten aus Tubular Bells, Tubular Bells III und In dulci jubilo (teilweise mit riesigen Röhrenglocken im hinteren Teil der Bühne gespielt).
Danach spielte das London Symphony Orchestra unter der Leitung von Simon Rattle das von Vangelis komponierte Instrumentalstück Chariots of Fire. Es erschien Rowan Atkinson in der Rolle des Mr. Bean, der auf komische Art und Weise stets den gleichen Ton auf einem Keyboard spielte. Er fiel in einen Traum (einen weiteren Einspieler), in dem er in der bekannten Laufszene des gleichnamigen Films am Strand von St Andrews zu sehen war. Die anderen Läufer schlug er, indem er sie in einem Auto überholte und den Führenden zu Fall brachte.
Es folgte eine Sequenz über die britische Popkultur. Zu bekannten Melodien wie Going Underground von The Jam oder der Titelmelodie der Seifenoper The Archers fuhren eine junge Mutter und ihr Sohn in einem Mini Cooper zu einem typischen Vorstadthaus, das inmitten des Stadions aufgebaut worden war. Die Hauswände dienten als Projektionsfläche für Szenen aus verschiedenen britischen Filmen, Fernsehserien und Musikvideos (darunter Irrtum im Jenseits, Push the Button, Kes, Vier Hochzeiten und ein Todesfall und Trainspotting). Eine große Gruppe, rund um zwei mit Mobiltelefonen flirtende Teenager, tanzte zu bekannten britischen Rock- und Popsongs (unter anderem von den Beatles, den Rolling Stones, The Who, Led Zeppelin, David Bowie, Queen, und den Eurythmics) – jeweils in Kostümen, die der entsprechenden Entstehungszeit angepasst waren. Die Tanzdarbietungen gingen fließend in einen Live-Auftritt von Dizzee Rascal über, der seinen Song Bonkers vortrug. Zum Schluss der Geschichte trafen sich das Mädchen und der Junge und küssten sich zu Musik von Blur, während viele andere küssende Paare gezeigt wurden. Zu Valerie von Amy Winehouse tanzten die beiden dann alleine auf dem Dachboden des Hauses. Als das Haus aufstieg, wurde der Blick frei auf das Innere: Dort saß Tim Berners-Lee, der Erfinder des World Wide Web. Sein Tweet „This is for everyone“ (das ist für alle) wurde augenblicklich auf LED-Lichter projiziert, die an den 80.000 Sitzplätzen angebracht waren.
Eine Filmsequenz zeigte David Beckham, wie er in einem Motorboot auf der Themse, in Begleitung der Nachwuchsspielerin Jade Bailey, die olympische Flamme in Richtung Stadion fuhr. Zu sehen waren auch Aufnahmen der Sommerspiele 1948 und Ausschnitte des diesjährigen Fackellaufes. Es folgte eine Schweigeminute in Gedenken an in diesem Jahr verstorbene Londoner, an Opfer von Kriegen und die Opfer der Terroranschläge von 2005 (die am Tag nach der Bekanntgabe Londons als Austragungsort geschehen waren). In dem in gelbes Licht getauchten Stadion trug Emeli Sandé das Lied Abide with Me von Henry Francis Lyte und William Henry Monk vor, während 50 Tänzer und der Choreograph Akram Khan einen Ausdruckstanz zeigten.

### Einmarsch der Nationen und offizieller Teil

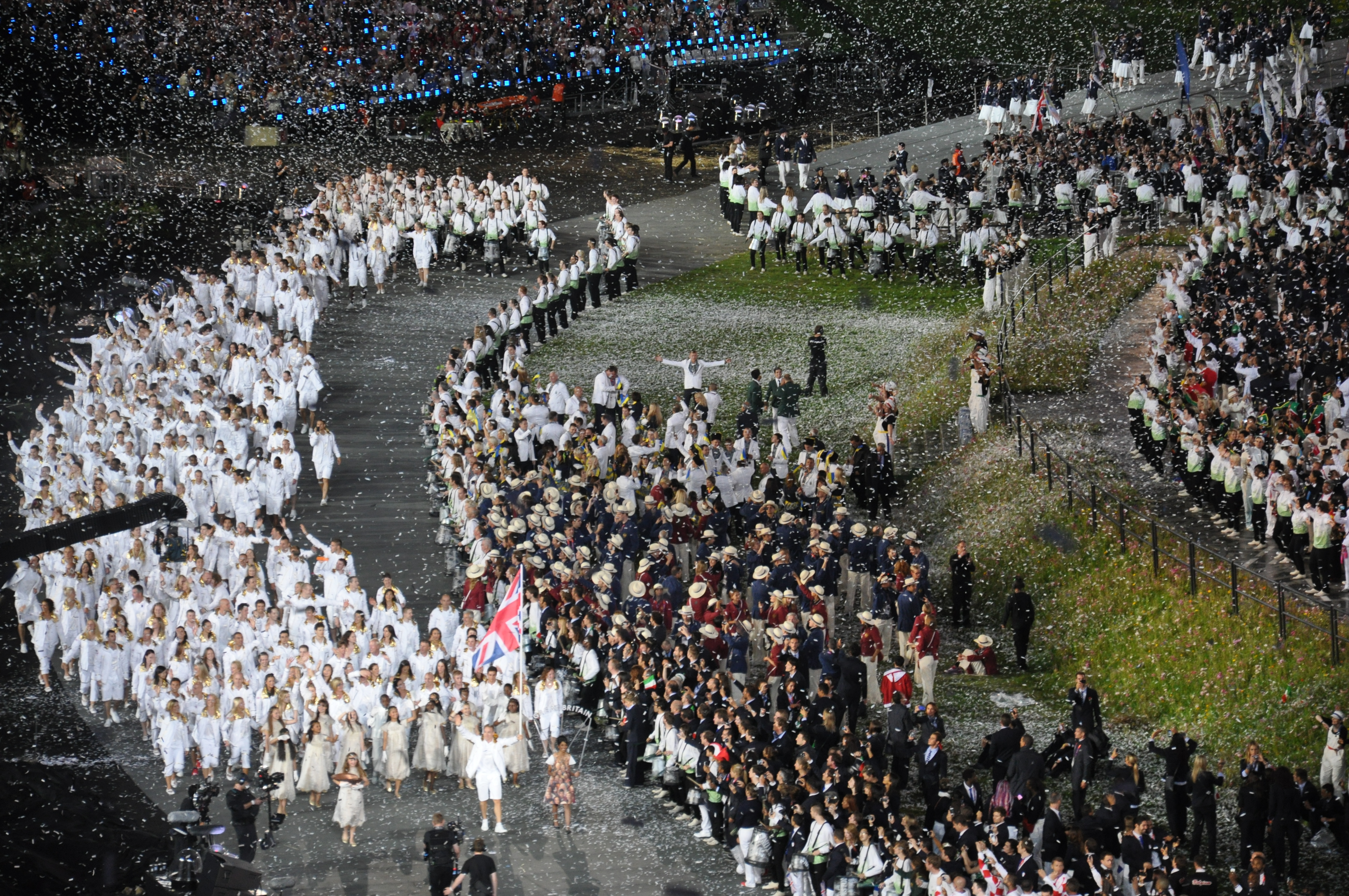
Einmarsch des britischen Teams

Es folgte der Einmarsch der Athleten aller Teilnehmerländer. Der Tradition entsprechend führten Sportler aus Griechenland den Einmarsch an, danach folgten in alphabetischer Reihenfolge die übrigen Länder und zum Schluss die Delegation des Gastgeberlandes. Musikalisch untermalt wurde der Einmarsch zum Teil mit bekannten Songs wie West End Girls von den Pet Shop Boys, Rolling in the Deep von Adele, Stayin’ Alive von den Bee Gees, Beautiful Day von U2 und Heroes von David Bowie. Alle Flaggen wurden auf dem künstlichen Hügel aufgestellt. Anschließend spielten die Arctic Monkeys ihren Song I Bet You Look Good on the Dance Floor sowie eine Coverversion des Beatles-Songs Come Together. Während des letzteren fuhren Radfahrer mit Taubenflügeln ins Stadion und repräsentierten mit LED-Leuchten die Taube als Friedenssymbol.
Der offizielle Teil begann mit Ansprachen von Sebastian Coe (Vorsitzender des Organisationskomitees LOCOG) und IOC-Präsident Jacques Rogge. Coe hieß die Besucher willkommen, lobte den Sport und versprach, dass London 2012 eine Generation inspirieren werde. Rogge betonte, die Olympischen Spiele würden in die Wiege des modernen Sports zurückkehren. Er dankte der Stadt London, dem Organisationskomitee und den Freiwilligen. Er würdigte auch die Tatsache, dass erstmals in jedem Team auch Frauen vertreten seien und bezeichnete dies als wichtigen Schritt zur Gleichstellung der Geschlechter. Im Anschluss daran nahm die Königin die offizielle Eröffnung der Spiele vor, abgerundet von einem kurzen Feuerwerk auf dem Tribünendach.
Begleitet vom Glockenschlag des Big Ben trugen acht herausragende Persönlichkeiten die olympische Flagge ins Stadion. Diese waren der UN-Generalsekretär Ban Ki-moon, der Dirigent Daniel Barenboim, die Bürgerrechtlerinnen Leymah Gbowee und Doreen Lawrence, die Umweltschützerin Marina Silva, der „Engel von Mostar“ Sally Becker, die Universitätskanzlerin Shami Chakrabarti und der Langstreckenläufer Haile Gebrselassie. Sie hielten unterwegs kurz an, so dass auch Muhammad Ali sie halten konnte (es war Alis erster öffentlicher Auftritt seit 2009). Angehörige aller Waffengattungen der britischen Streitkräfte nahmen die Flagge in Empfang, trugen sie auf den Hügel und hissten sie dort zu den Klängen der olympischen Hymne.

### Entzünden der olympischen Flamme

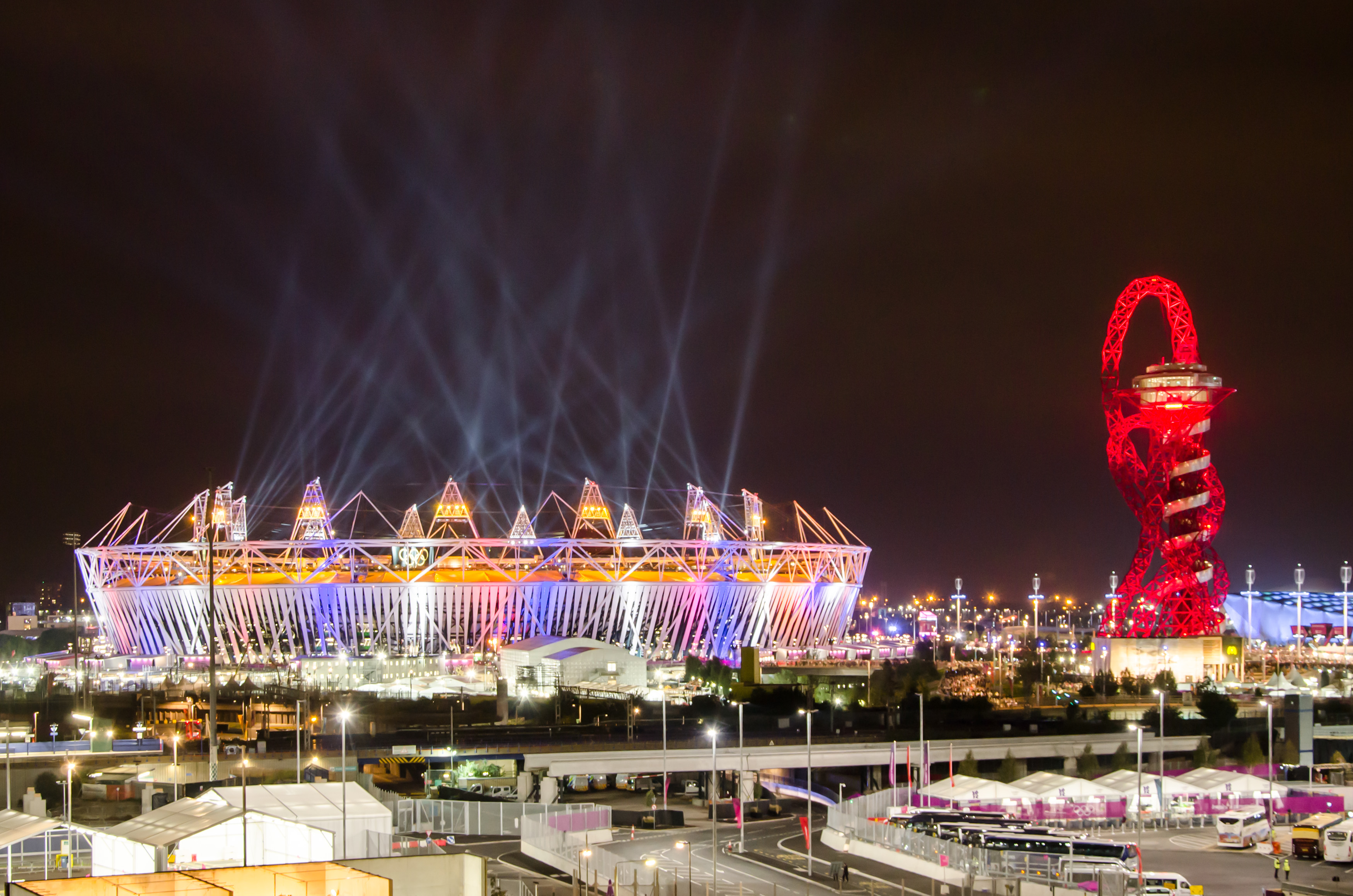
Das Olympiastadion während der Eröffnungsfeier

David Beckham näherte sich auf dem Motorboot dem Stadion und übergab die Fackel am Ufer des River Lea an Steven Redgrave. Dieser trug sie ins Stadioninnere, vorbei an einer Ehrengarde von Bauarbeitern, die an der Entstehung des Olympiaparks beteiligt gewesen waren. Sarah Stevenson (Sportlerin), Eric Farrell (Trainer) und Mik Basi (Kampfrichter) legten nacheinander den olympischen Eid ab. Sieben von bekannten Sportlern nominierte Nachwuchsathleten trugen die Fackel abwechselnd auf der letzten Stadionrunde. Es handelte sich um Callum Airlie (nominiert von Shirley Robertson), Jordan Duckitt (Duncan Goodhew), Desiree Henry (Daley Thompson), Katie Kirk (Mary Peters), Cameron MacRitchie (Steven Redgrave), Aidan Reynolds (Lynn Davies) und Adelle Tracey (Kelly Holmes). Anschließend erhielten sie von ihren Nominierungspaten sechs weitere Fackeln, die an der ins Stadion getragenen Fackel entzündet wurden. Alle sieben liefen mit einer Fackel die Rampe zwischen den Teilnehmern hoch und entzündeten gemeinsam das olympische Feuer. Die von Thomas Heatherwick gestaltete Feuerschale setzte sich aus 204 Teilen zusammen, die von jeder Nation mit in das Stadion getragen worden waren. Kurz vor dem Entzünden der Flamme sang Alex Trimble, Leadsänger der nordirischen Band Two Door Cinema Club zusammen mit dem Dockhead Choir, Only Men Aloud!, Elizabeth Roberts und Esme Smith das Lied Caliban's Dream, das eigens für die Feier komponiert worden war. Es folgte das große Abschlussfeuerwerk, dessen Höhepunkt vom Song Eclipse von Pink Floyd untermalt wurde. Am Ende der Eröffnungsfeier sang Paul McCartney, von seiner Band begleitet, die Beatles-Songs The End und Hey Jude.

## Musik
Als musikalische Leiter wählte Danny Boyle das elektronische Musikduo Underworld, mit denen er bei einigen seiner Filmprojekte zusammengearbeitet hatte. Underworld komponierten Stücke speziell für die Eröffnungsfeier, darunter das von Evelyn Glennie und weiteren Schlagzeugern vorgetragene And I Will Kiss, sowie Caliban’s Dream, das während des Entzündens der Flamme zu hören war. Die von Underworld komponierten Stücke stießen auf Zustimmung. Im Guardian schrieb Michael Hann: „In der Tat hatten Underworld so etwas wie einen Triumph: Das An- und Abschwellen, das sie in der Welt der Dance-Musik erlernt hatten, gab dem manchmal visuell überwältigenden Spektakel ein Gefühl für Struktur.“
Der Soundtrack der Eröffnungsfeier umfasste eine breite und eklektische Auswahl überwiegend britischer Musik. Das Augenmerk lag hauptsächlich auf der Musik ab den 1960er Jahren. Am 28. Juli um Mitternacht wurde der Soundtrack als MP3-Download veröffentlicht, am 2. August folgte die Veröffentlichung des Albums Isles of Wonder auf einer Doppel-CD. Nach weniger als zwei Tagen erreichte das Download-Album die Spitze der iTunes-Charts in Großbritannien, Frankreich, Belgien und Spanien, während es in den USA Platz 5 erreichte.

## Hauptverantwortliche
- Künstlerischer Leiter: Danny Boyle
- Produzent und künstlerische Gesamtaufsicht: Stephen Daldry
- Produzentin: Tracey Seaward
- Ausführende Produzentin der Gesamtproduktion: Catherie Ugwu
- Ausführender TV-Produzent und Fernsehregisseur: Hamish Hamilton
- Designer: Suttirat Anne Larlarb und Mark Tildesley
- Drehbuch: Frank Cottrell Boyce
- Musikalische Leitung: Rick Smith von Underworld
- Regieassistentin: Paulette Randall
- Bewegungsdirektor: Toby Sedgwick
- Choreographen: Temujin Gill, Kenrick Sandy und Akram Khan
- Produzent Bühnen- und Lichtdesign: Mark Fisher
- Lichtgestaltung: Patrick Woodroffe
- Beleuchtungsprogrammierung: Tim Routledge
- Technischer Direktor: Piers Shepperd
- Stadionsprecher: Marc Edwards und Layla Anna-Lee